# Anchigarypus japonicus
Espèce
Synonymes
- Garypus japonicus Beier, 1952

Anchigarypus japonicus est une espèce de pseudoscorpions de la famille des Garypidae.

## Distribution
Cette espèce se rencontre au Japon et en Corée du Sud.

## Habitat
Cette espèce se rencontre sur le littoral.

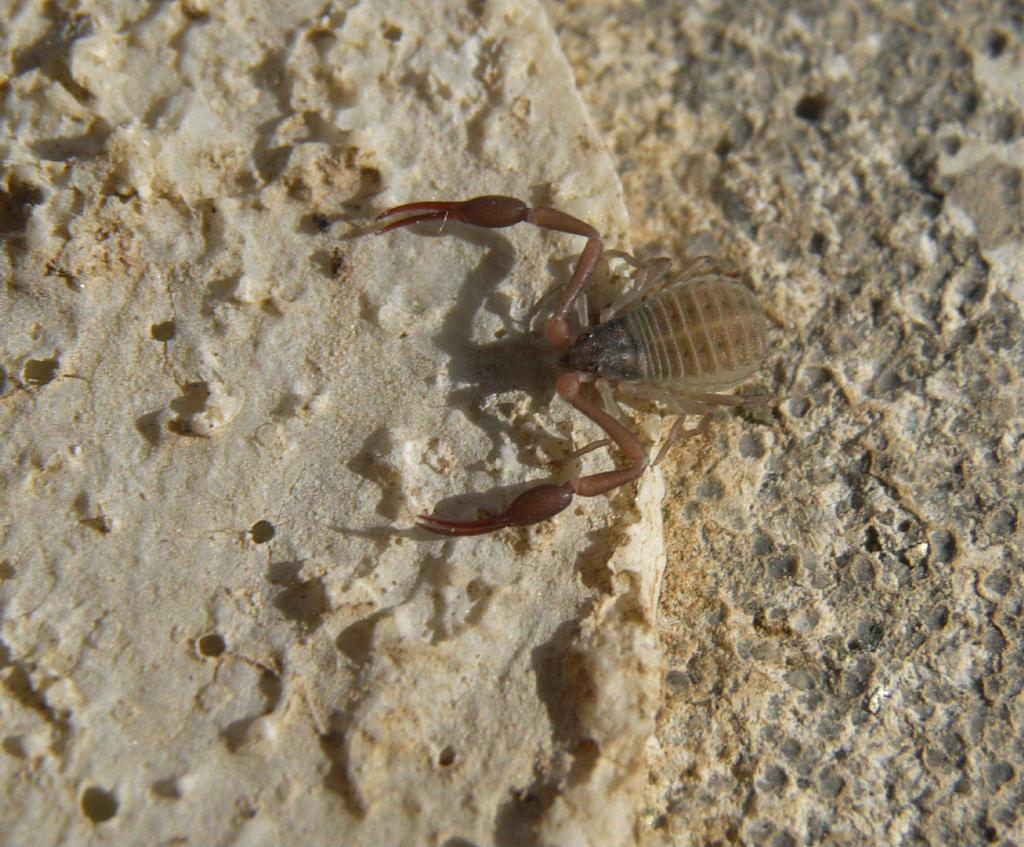
Anchigarypus japonicus

## Systématique et taxinomie
Cette espèce a été décrite sous le protonyme Garypus japonicus par Beier en 1952. Elle est placée dans le genre Anchigarypus par Harvey, Hillyer, Carvajal et Huey en 2020.

## Étymologie
Son nom d'espèce lui a été donné en référence au lieu de sa découverte, le Japon.

## Publication originale
- Beier, 1952 : Eine neue Garypus-Art (Pseudoscorp.) aus Japan. Zoologischer Anzeiger, vol. 149, p. 235-239.